# Pease Pottage
Pease Pottage (dt. etwa: Erbsensuppe) ist ein kleines Dorf im Distrikt Mid Sussex in West Sussex, England. Es liegt südlich der Stadt Crawley in der Gemeinde Slaugham nahe dem Übergang des Motorway 23 in die A 23.

## Geschichte
Pease Pottage verdankt seine Entstehung in erster Linie dem regen Waren- und Personenverkehr in der Region. Archäologische Funde deuten darauf hin, dass bereits in der Bronzezeit eine Handelsroute von Horsham in Richtung des Ashdown Forests führte und dabei Gebiete des heutigen Pease Pottage berührte.
Einen deutlichen Aufschwung nahm Pease Pottage jedoch erst durch die Fertigstellung einer Hauptverkehrsroute zwischen London und Brighton im Jahr 1770. Der deutlich erhöhte Verkehrsfluss durch die Region führte zu einem Bevölkerungsanstieg in Pease Pottage und zum Aufleben der örtlichen Wirtschaft. Aufgrund des Ausbaus weiterer Verkehrswege, darunter auch die Eisenbahnverbindung London – Brighton, stagnierte die Entwicklung des Ortes jedoch kurze Zeit darauf wieder. Erst mit der Eröffnung des Motorway 3 im Jahre 1975 und mit der Einrichtung einer Tank- und Rastanlage entwickelte sich der Ort weiter.

## Infrastruktur
Pease Pottages Infrastruktur ist durch die Hauptverkehrsadern M 23, A 23 und A 264 geprägt. Darüber hinaus befindet sich rund 800 Meter westlich des Ortes auf rund 140 Meter über dem Meeresspiegel eine Radarstation der Londoner Luftraumüberwachung.

## Medienpräsenz
Pease Pottage war im Jahre 1953 Thema des Films Genevieve.